# Neolutosa aculeata
Neolutosa aculeata är en insektsart som beskrevs av Andrej Vasiljevitj Gorochov 2001. Neolutosa aculeata ingår i släktet Neolutosa och familjen Anostostomatidae. Inga underarter finns listade i Catalogue of Life.